# (852) Владилена
(852) Владилена (лат. Wladilena) — небольшой астероид главного пояса, который был открыт 2 апреля 1916 года российским астрономом Сергеем Белявским в Симеизской обсерватории и назван в честь Владимира Ленина.

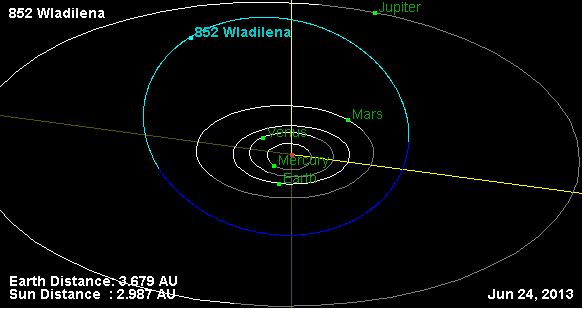
Орбита астероида Владилена и его положение в Солнечной системе

Астероид был обнаружен в разгар Первой мировой войны, из-за чего Белявский долгое время не мог зарегистрировать своё открытие в Институте вычислительной астрономии. Название астероиду присвоено в 1924 году.